# Gandria

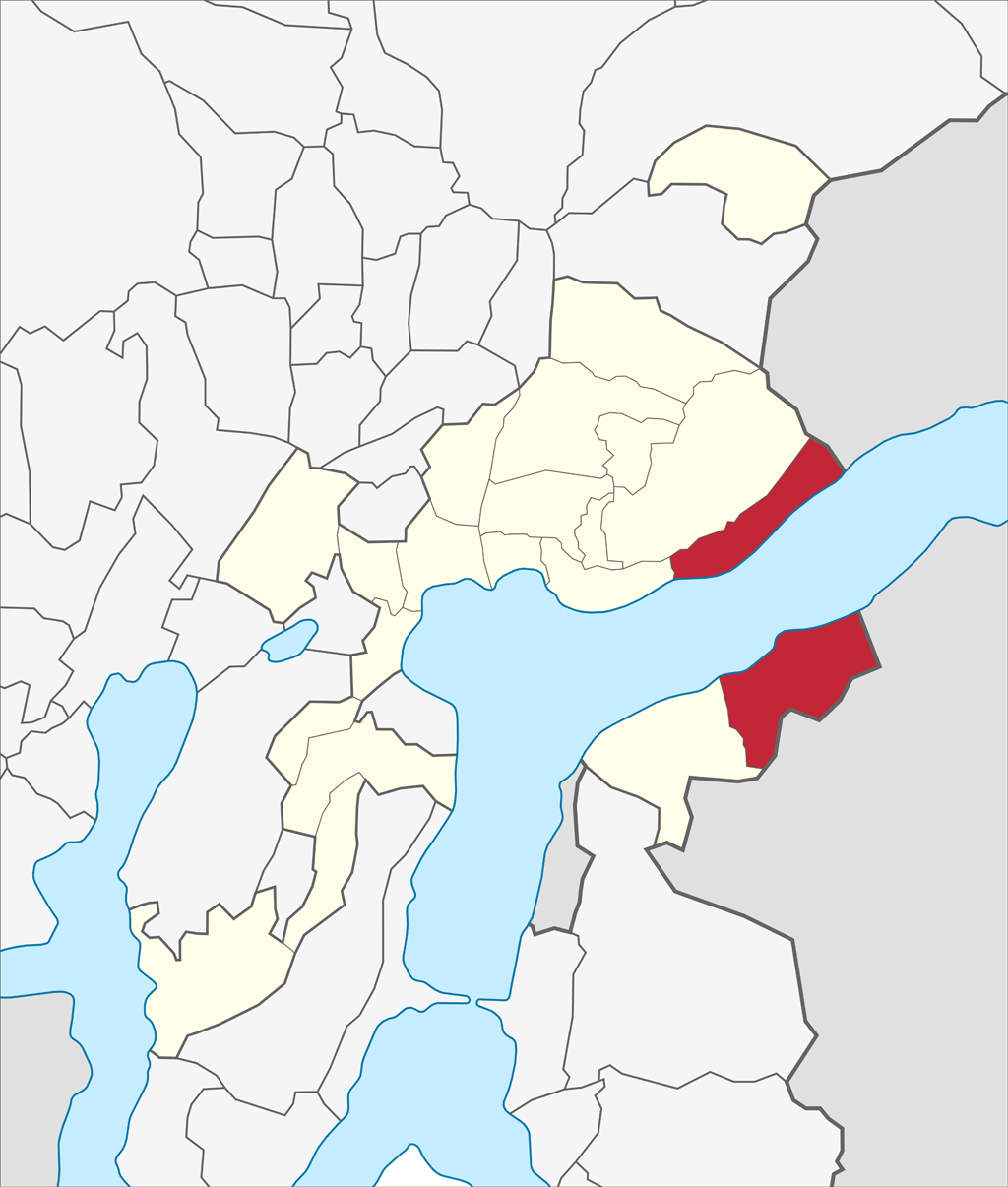
Overzichtskaart met daarop in geel Gandria als stadsdeel van Lugano

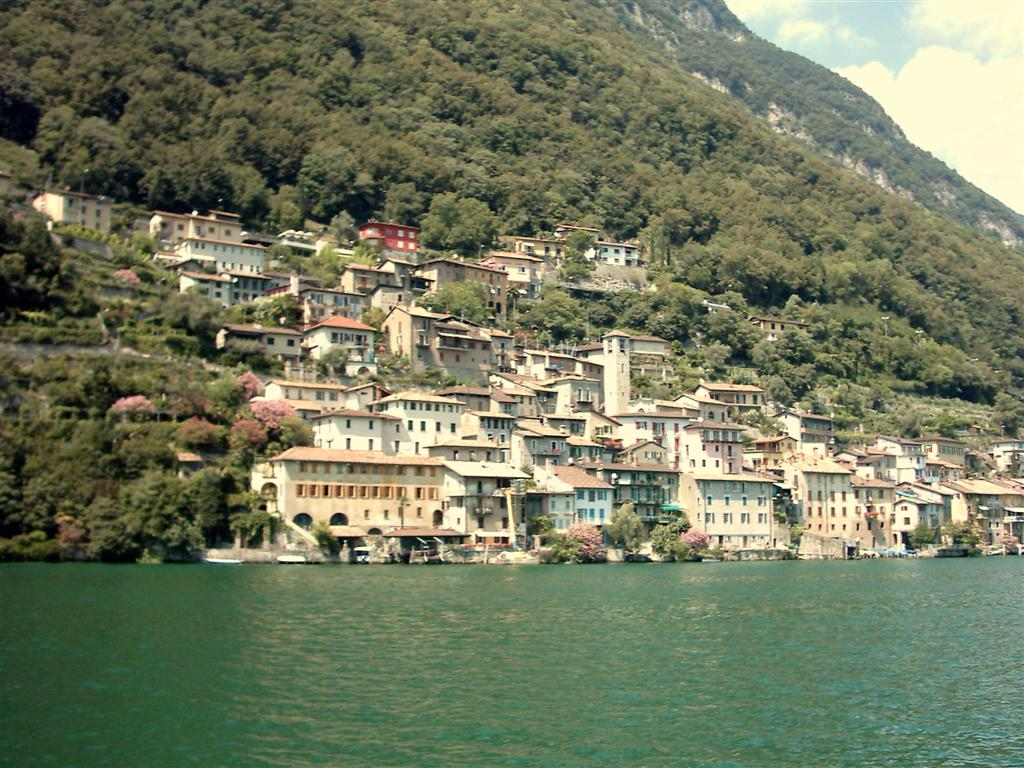
Gandria gezien vanaf het Meer van Lugano

Gandria is een dorpje aan het Meer van Lugano in Zwitserland. Het telt ongeveer 200 inwoners.
Gandria maakt deel uit van de stad Lugano en is per boot te bereiken. Ook kan men van Gandria naar Lugano en andere omliggende steden wandelen. Het olijvenpad, dat van Gandria naar Castagnola loopt, gaat langs olijvenvelden en biedt uitzicht over het Meer van Lugano. In Gandria ligt de grens tussen Zwitserland en Italië. Zwaarder verkeer kan beter gebruikmaken van de grensovergang bij Chiasso op de doorgaande route naar Milaan.
- Gemeinsame Normdatei: 4558471-0
- Historisch woordenboek van Zwitserland: 002169
- Library of Congress Control Number: n84158972
- Nationale Bibliotheek van Israël: 987007539037905171
- Virtual International Authority File: 131402148